# Stenogyne calaminthoides
Stenogyne calaminthoides är en kransblommig växtart som beskrevs av Asa Gray. Stenogyne calaminthoides ingår i släktet Stenogyne och familjen kransblommiga växter. Inga underarter finns listade i Catalogue of Life.